# Pluisdraadmosschijfje
Pluisdraadmosschijfje (Lamprospora wrightii) is een schimmel uit de familie Pyronemataceae. Hij infecteert rizoïden van duinsterretje (Syntricchia ruralis). Andere bronnen noemen gewoon pluisdraadmos (Amblystegium serpens).

## Determinatie
De apotheciën (vruchtlichamen) zijn 1–2,5 mm in diameter. Het hymenium is bleek oranje tot oranje met een smalle vliezig rand. De asci zijn 8-sporig en meten 230–310 × 18–28 µm. De ascosporen zijn uniseriaat gerangschikt in de ascus, geornamenteerd met ronde, geïsoleerde wratten, hebben één oliedruppel en meten (11–)12–14(–15) × (9–)11–12,5(–13,5) µm.

## Verspreiding
In Nederland komt het vrij zeldzaam voor. Het staat niet op de rode lijst en is niet bedreigd.